# Césaire Gandzé
Césaire Gandzé (Kongó, 1989. március 6. –) kongói válogatott labdarúgó, az AC Léopards játékosa.
A kongói válogatott tagjaként részt vesz a 2015-ös afrikai nemzetek kupáján.

## Sikerei, díjai
AC Léopards
- Kongói bajnok (2): 2012, 2013
- CAF Konföderációs-kupa győztes (1): 2012
- CAf-szuperkupa döntős (1): 2013